# Galloperdix lunulata
Galloperdix lunulata е вид птица от семейство Phasianidae. Видът е незастрашен от изчезване.

## Разпространение
Разпространен е в Индия.